# Friedrich Lüddecke
Friedrich Lüddecke, auch Fritz Lüddecke, genannt Fiddi Lüddecke (geboren 18. November 1905 in Hannover; gestorben 6. Dezember 1967 in Isernhagen) war ein deutscher Journalist, Schriftsteller und Redakteur bei der Hannoverschen Allgemeinen Zeitung.

## Leben
Geboren als Sohn des hannoverschen Tuchhändlers Karl Wilhelm Lüddecke absolvierte Friedrich Lüdecke die Oberrealschule am Clevertor mit dem Abitur 1925. Nach einer kaufmännischen Lehre arbeitete er zunächst im väterlichen Betrieb und versuchte sich als Handelsvertreter. Nebenbei lieferte er erste Artikel an die Niedersächsische Tageszeitung, anfangs nur als freier Mitarbeiter, in der Zeit des Nationalsozialismus dann als Hilfsredakteur, Redakteur und zuletzt als Ressortleiter für »Lokales«.
Mitten im Zweiten Weltkrieg erschienen Lüddeckes erste Jugendbücher Die redlichen Reiterstiefel und Hähnchens Abenteuer, die von Rolf Wilde und Rotraut Hinderks-Kutscher illustriert wurden.
1945 zog sich Lüddecke nach Neustadt am Rübenberge zurück, ein Jahr darauf erschien sein Jugendbuch Nun rat' doch mal! mit Bildern von Marianne Schneegans.
1948 stieg Lüddecke wieder in den Journalismus ein und wurde bei der neu gegründeten Norddeutschen Zeitung Lokalredakteur. Zum Beginn des Jahres 1951 wurde er Leiter des Lokalressorts der Hannoverschen Allgemeinen Zeitung (HAZ), für die er insgesamt 17 Jahre tätig war.
Seine 1952 herausgegebene „Jungengeschichte“ Geheimbund Kralle erschien fünf Jahre später auch unter dem französischen Titel Les Chevaliers de Lindenhagen in der Übersetzung von Claude Rochon.

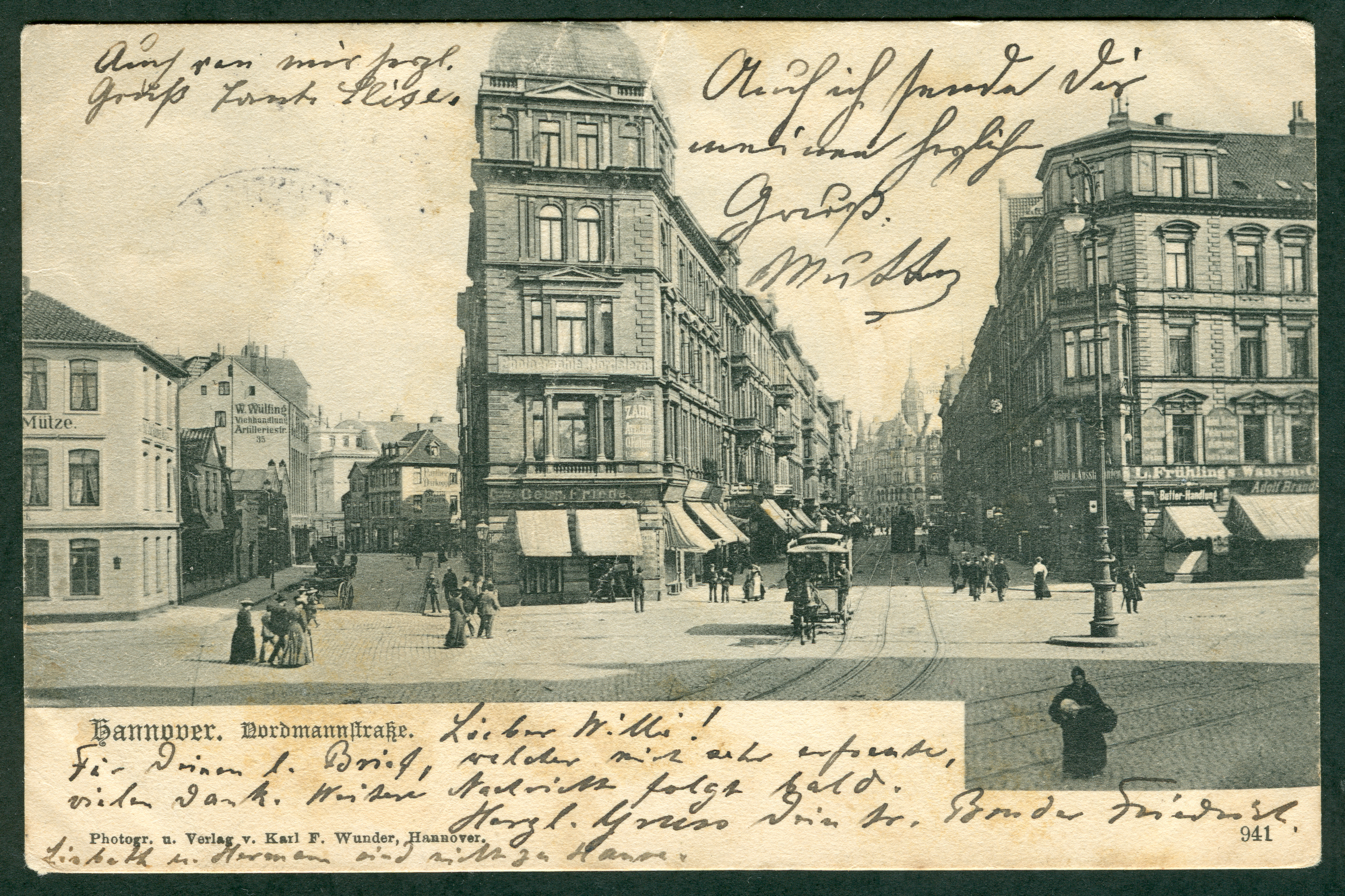
Eine alte Ansicht der Nordmannstraße

Mitte der 1960er Jahre erinnerte Lüddecke die Menschen mit zwei bebilderten Büchern an das historische Straßenbild der Landeshauptstadt vor den Luftangriffen auf Hannover.
Beliebt waren Lüddeckes „Fiddi“-Gedichte, mit denen er lokale Begebenheiten in Reime fasste.

## Werke (unvollständig)
- Die redlichen Reiterstiefel / Friedrich Lüddecke. Bilder von Rolf Wilde, Schneider Verlag, Reichenau 1943
- Hähnchens Abenteuer / Friedrich Lüddecke / Bilder von Rotraut Hinderks-Kutscher, in der Reihe der Reichenauer Bilderbücher, Kleine Welt, Bd. 30, 1944
- Nun rat' doch mal! / Friedrich Lüddecke. Bilder von Marianne Schneegans, Verlag Carl Fr. Fleischer, Leipzig 1946 (2. Aufl.: Th. Röttger, Seitschen)
- Geheimbund Kralle / Eine Jungengeschichte / Friedrich Lüddecke / Buchschmuck von Walter Rieck, Titania-Verlag, Stuttgart 1952
- Spuk im Teufelsmoor / Eine abenteuerliche Erzählung für Jungen / Friedrich Lüddecke / Bilder von Walter Riek, Titania-Verlag, Stuttgart 1953
- Coco ist an allem schuld / Erzählung für Jungen und Mädchen / Friedrich Lüddecke / Bilder von Walter Rieck, Titania-Verlag, Stuttgart 1953
- Les Chevaliers de Lindenhagen / Friedrich Lüddecke / Traduction de Claude Rochon. Adaptation française de J.-C. Alain. Ill. de Pierre Forget, in der Collection Jamboree, Èdition Spes, Paris 1957
- Hannover wie es damals war / Friedrich Lüddecke / Bilder und Begegnungen um das Jahr 1900, Verlag A. Madsack, Hannover 1964
- Geliebte Stadt an der Leine / Bilder und Erinnerungen aus den alten Hannover / Friedrich Lüddecke, Verlag A. Madsack, Hannover 1965

## Nachlass
Aus dem Nachlass Lüddeckes gelangten dessen Briefe in die Stadtbibliothek Hannover.